# Delić Poljana
Delić Poljana is een plaats in de gemeente Cetingrad in de Kroatische provincie Karlovac. De plaats telt 16 inwoners (2001).